# انتقال العذراء
يعد مفهوم انتقال العذراء أو رفع مريم العذراء بالنفس والجسد إلى السماء من أهم المعتقدات المسيحية حول مريم العذراء. يشترك هذا المفهوم أيضا بين مختلف الطوائف المسيحية التي تبجل مريم العذراء وإن كان بأشكال مختلفة.
في الكنائس التي تلتزم بالعيد، يُعد الانتقال يومًا رئيسيًا يحتفل به في 15 أغسطس. في العديد من الدول، يتم تمييز العيد أيضًا باعتباره يومًا مقدسًا للالتزام في الكنيسة الرومانية الكاثوليكية.
لا يحتوي العهد الجديد على أي نص صريح عن موت أو انتقال مريم، لكن تم تفسير بعض المقاطع الكتابية لاهوتياً لوصف المصير النهائي لوالدة يسوع.

## تاريخ
ظهرت هذه العقيدة منذ القرون الأولى وتظهر في كتابات آباء الكنيسة إذ يقول القديس يوحنا الدمشقي: "كما أن الجسد المقدّس النقي، الذي اتخذه الكلمة الإلهي من مريم العذراء، قام في اليوم الثالث هكذا كان يجب أن تُؤخذ مريم من القبر، وأن تجتمع الأم بابنها في السماء"؛ أما القديس بطرس دميانوس فيقول: في صعودها جاء ملك المجد مع أجواق الملائكة والقديسين لملاقاتها بزفةٍ إلهية؛ ولهذه الأقوال نجد صدىً في الكتاب المقدس ولاسيما نشيد الأناشيد 10/2. وتظهر عقيدة انتقال العذراء أيضًا في الطقوس المسيحية المبكرة، وكذلك في إفراد عيد خاص لها يوم 15 أغسطس يسبقه صوم مدته أربعة عشر يومًا؛ غير أن هذه العقيدة لم تبحث في مجمع ولم تثبت في نصوص رسمية إلى أن قام البابا بيوس الثاني عشر بإعلانها للكنيسة الكاثوليكية كعقيدة رسمية في 1 نوفمبر 1950، بعد دراسة لاهوتية استمرت أربع سنوات، وقال البابا حينها: إنها لحقيقة إيمانية أوحى الله بها، أن مريم والدة الإله الدائمة البتولية والمنزهة عن كل عيب، بعد إتمامها مسيرة حياتها على الأرض نُقِلَت بجسدها ونفسها إلى المجد السماوي.

## في الكنائس المختلفة

### الكنيسة الكاثوليكية
يأتي هذا الاعتقاد في الكنيسة الكاثوليكية متوافقًا مع الرؤية المسيحية لدواعي الموت، فالإنسان يموت بسبب الخطيئة المتوارثة منذ آدم، وبصفة أن العذراء لم ترث هذه الخطيئة الأصلية فهي بالتالي لا داعي لموتها.

### الكنيسة الأرثوذكسية
الكنائس الأرثوذكسية الشرقية والكنائس الأرثوذكسية المشرقية وبعض الكنائس الكاثوليكية الشرقية يرون أن الانتقال قد تمّ بعد فترة قصيرة من وفاتها، فعندما توفيت حسب التقليد الشرقي في بستان الزيتون حيث نازع يسوع وشهد الحدث من بقي حيًا من التلاميذ الاثني عشر بعث جسدها بعد ثلاث أيام من جديد حيًا وانتقلت نفسها وجسدها إلى السماء، البعض من هذه الكنائس يرى أن جسدها انتقل إلى السماء من دون أن يبعث حيًا؛ تتعدد تفاصيل الروايات الأخرى باختلاف الأصول: فهي قدمت تذكارًا لتوما أحد التلاميذ الاثني عشر ممثلاً بحزام ثوبها، وبحسب القديس كيرلس الأورشليمي فإنها قد نقلت من بستان الزيتون إلى القدس ودفنت هناك، وعندما قام أحد اليهود باعتراض موكب الجنازة، اجترحت معجزة بشفاعتها، وتعتقد الكنيسة القبطية الأرثوذكسية أن الانتقال قد تمّ بعد عدة أشهر من وفاتها وليس بعد فترة وجيزة، وقد اكتشف في القرن السادس المكان التقليدي المسمى “قبر العذراء الفارغ” وشيدت هناك كنيسة رقاد العذراء التي لا تزال حتى اليوم المكان التقليدي الذي شهد انتقالها، علمًا أنه يذكر في الكتاب المقدس عدد من الشخصيات التي رفعت أو انتقلت بدون موت إلى السماء كالنبي إيليا وأخنوخ.

### الكنيسة الأنجليكانية
الكنيسة الأنجليكانية ذات موقف مختلف، فهي ترى أن الإنسان بعد موته لا يتجه مباشرة إلى الجنة بل يمكث حتى يوم القيامة والعذراء هي وحدها من دخلت روحها إلى الجنة مباشرة بعد موتها، أما جسدها فلم ينتقل.
تلتقي عقيدة انتقال العذراء بمختلف أشكالها مع النظرة المسيحية بكونها أولى المخلَّصين، كذلك تعتبر هذه المناسبة عطلة رسمية في عدد كبير من دول العالم كلبنان وفرنسا وإسبانيا والغابون وغيرها.